# Заселення і освоєння Донеччини
Засе́лення і осво́єння Доне́ччини — процес колонізації територій сучасних Донецької, Луганської, частини Харківської, Дніпропетровської та Запорізької областей українськими козаками та селянами з середини XVI до кінця XVIII ст.

## Татарський період
До початку XVI ст. територія Донеччини знаходилася на території так званого Дикого Поля — степу, територією якого кочували представники різних кочових народів — переважно, татар.

## Заселення Донеччини
Зібрані й систематизовані факти з історії заселення Донеччини XVI—XVIII століття дозволяють виділити в цьому процесі з урахуванням характеру й результатів такі періоди:
- XVI — перша половина XVII століття (заселення козацтвом)
- друга половина XVII — початок XVIII століття (народна колонізація)
- середина XVIII століття (заселення Слов'яносербії)
- остання чверть XVIII століття (роздача земель Запорізької Січі)

### Заселення українським та донським козацтвом
На першому етапі основна роль у формуванні постійного місцевого населення належала українському та донському козацтву.
Починаючи з другого десятиріччя XVI століття виштовхнуте з насиджених місць під час польсько-литовської війни за Сіверщину її населення проникає на територію Дикого поля на перших порах з метою промислової діяльності, а згодом поступово переходить до осілого життя.
Найбільш раннім проявом осілості на території краю був Святогірський печерний монастир. З середини XVI століття, у зв'язку з організацією Запорозької Січі та походамиД. Вишневецького разом з російськими військами на укріплені міста Кримського ханства в пониззях Дніпра, Азов, регіон все більше опиняється під впливом українського і донського козацтва, яке поступово відтісняє з регіону кримських та ногайських татар, розставляючи вздовж шляхів, якими запорожці добиралися на Дон, а донські козаки на Запорожжя, сторожі та пікети. Згодом вони переростають в зимівники, а ті — в слободи та села.
Після відновлення Запорозької Січі (створення Нової Січі) у середині XVIII ст. більша частина території Донеччини входила до земель Кальміуської паланки Війська Запорозького Низового.

#### Домаха
На початку XVII століття на потайному водному шляху (Дніпро-Самара-Вовча-Кальміус), яким запорозькі і донські козаки користувалися для виходу в Чорне море під час блокування османським флотом Дніпровського лиману, при гирлі Кальміусу, на місці венеціансько-генуезького форпосту Адомаха, запорожці збудували свій укріплений пост на узбережжі Азовського моря і назвали його Домахою. Таким чином вони поширили свій вплив на територію не лише Подонців'я, але й північного Приазов'я. З українських козаків у XVI столітті здебільшого формувалася сторожова і станична служба Московської держави, що інформувала через воєвод порубіжних міст центральну владу про наміри кримських і ногайських татар.

#### Торський острог
У 40-х рр. XVII століття соляні промисли на р. Торі, які забезпечували сіллю населення не тільки Лівобережної України, але й південних повітів Московської держави, все більше починають привертати увагу царського уряду. У 1645 р. за наказом царя козаки Чугуївського полку при Торській переправі збудували острожок і зобов'язані були виставляти з весни й до першого снігу поперемінно по 20 чоловік, а в квітні 1648 р. московський цар розпорядився побудувати на Торі містечко і поселити в ньому українців, котрі, рятуючись від наступу феодального гніту, стали переселятися в межі Росії. Однак події національно-визвольної війни під керівництвом Б. Хмельницького та міські бунти в південних містах Росії, з яких козаки та служилі люди повинні були будувати містечко на Торі, не дозволили цього зробити.

### Народна колонізація
Другий етап характеризується поєднанням стихійної народної колонізації із заходами Росії по зміцненню свого впливу в регіоні.
Народна колонізація особливо посилилась після Андрусівського перемир'я, за яким територія України була поділена по Дніпру між Польщею та Росією. Повернення польської шляхти у свої маєтки на Правобережній Україні спричинило масовий перехід учасників національно-визвольної війни на Лівобережну Україну і в межі Росії. Царський уряд вирішив скористатися цим для заселення новозбудованих міст на шляхах, якими татари досягали центральних районів Росії, у тому числі й міст, що будувалися за його розпорядженням в Подонців'ї і повинні були служити прикриттям її центральних районів.
Уже в 1656 р. вихідцями з Правобережної України було відновлено зруйнований татарами на початку XVII ст. Цареборисів, зведений в 1599 р. для координації дій прикордонної служби Московської держави і прикриття Ізюмського шляху. В 1660 р. вийшов царський указ про поселення на Торі «черкас», що виявили бажання перейти на службу до Московської держави. Однак відправлена з Білгорода на Тор спеціальна експедиція з 676 черкасами через неоперативні дії її керівництва цього завдання не виконала. Повідомлення керівника експедиції, що після прибуття на Тор вони «окопались», дозволяє стверджувати, що там не було ніяких укріплень. Лише влітку 1663 р. на Маяцькому городищі було споруджене перше на правобережжі Дінця укріплене містечко і поселено в ньому вихідців із Слобідської України, що формувалась у той час в межах Російської держави з черкас на умовах козацького самоврядування.

#### Тор
Під прикриттям Маяцького острога в 1664 р. на Торі завели казенне солеваріння і утримували охорону та спеціалістів по обслуговуванню варниць. Оскільки Маяцький острог, який знаходився близько 5 верст від соляних варниць, не міг бути надійним притулком для солеварів від нападів татар, то в 1676 р. вирішено було збудувати містечко Соляне (Тор — з 1784 р. Слов'янськ) й поселити в ньому черкас. Однак і після зведення Торського острогу загроза нападів не зникла, тому за розпорядженням російських співправителів Івана й Петра в 1684 р. розпочалося будівництво цілої системи укріплень від Сіверського Дінця по Голій Долині до Сухого Торця, по його лівому березі й Казенному Торцю до впадіння останнього в Сіверський Донець, щоб захистити всі збудовані в межиріччі Дінця і Тору поселення, соляні промисли та Святогірський монастир. Так звана Торська укріплена лінія була своєрідним продовженням зведеної слобідськими полками в 1679—1681 рр. Ізюмської, що поклала початок формуванню Ізюмського слобідського полку, до якого згодом і приписали всі згадані поселення. В ході її будівництва при старій козацькій пристані на Торі збудували укріплене містечко, яке назвали просто Городок, а з початку XVIII століття за ним закріплюється назва Райгородок.

#### Бахмут
Ріст чисельності населення на Слобідській Україні в південних повітах Росії збільшував попит на сіль і місцеві солепромисловці відшукують соляні джерела в різних місцях регіону. Оскільки ропа бахмутських соляних джерел виявилася найбільш якісною, то після зруйнування в 1697 р. татарами соляних варниць і частково острога на Торі спонукали місцевих солеварів і маячан переселятися на р. Бахмут. В 1701 р. тут уже згадується слобода, а в 1702 р. вони звернулися до Петра І за дозволом побудувати острог. Очевидно, поки в державних установах виясняли, що за люди поселились на Бахмуті, то при черговій перевірці навесні 1703 р. виявилось, що там уже знаходились не тільки соляні варниці, але й острожок, що поклав початок місту Бахмуту. З кінця 1708 р., зі створенням Азовської губернії, Бахмут став центром однойменного повіту, до якого увійшли усі населені пункти Подонців'я від Айдару до Осколу, а в 1713—1738 рр. — прикордонним містом між Росією і Османською імперією.
Перенесення московсько-османського кордону в 1713 р. з узбережжя Азовського моря на Азовсько-Донецько-Дніпровський вододіл, а з нього в межиріччя Самари й Орелі негативно позначилось на заселенні краю. Незважаючи на численні заходи російського уряду по зміцненню на цій дільниці кордону, особливо міст Бахмут і Тор, до початку 40-х рр. відмічалось, особливо у Бахмутській провінції, скорочення чисельності населення. І лише після повернення в межі Росії запорожців, її переможної війни 1735—1739 рр. з Османською імперією і повернення кордону на узбережжя Азовського моря намітилось активніше заселення регіону.

### Заселення Слов'яносербії
Щоб більш надійно забезпечити південні кордони в середині XVIII століття, царський уряд не тільки зводить на південних рубежах нові оборонні лінії, але й укріпляє старі міста, в тому числі Бахмут і Тор. Вздовж кордону розміщує військові поселення, які він формував не тільки з служилих людей центральних районів Росії (однодвірців), але й з іноземців, що мали досвід збройної боротьби проти османсько-татарської агресії.
Так, в 1754 р. між Бахмутом і Луганню появилось військово-землеробське поселення Слов'яносербія. Однак, оскільки воно не виправдало всіх сподівань уряду щодо прискорення заселення регіону, було розроблено в 1764 р. спеціальний план заселення Слов'яносербії, який передбачав роздачу незаселених земель у приватне володіння служилого дворянства, але й надавав дворянство тим, хто поселить на відведених йому землях 300 і більше чоловік. Зрозуміло, що це стимулювало заселення краю.

### Роздача земель Запорізької Січі
Особливо активізувався процес колонізації в останній чверті XVIII ст., у зв'язку з масовою роздачею запорозьких земель після ліквідації Нової Січі.
Якщо в 1777 р. на території краю числилось 114 поселень, то через 20 років їх було вже враховано 493, серед яких 383 складали приватновласницькі.
Найбільша кількість сіл належала місцевій чиновницькій та військовій верхівці: Шабельським, Прерадовичам, Шевичам, Штеричам, Міоковичам та ін. Поруч з ними мали тут цілі земельні латифундії, лісові та млинові «дачі» відомі такі особистості, як Григорій Потьомкін (йому Катерина ІІ віддала секуляризовані села Святогірського монастиря), генерал-поручик Текелі, під керівництвом якого була зруйнована Нова Січ, відомий консультант графа Потьомкіна Фалєєв, генерал-прокурор В'яземський, представники відомих в Росії дворянських родин — Трубецькі, Толсті та інші, в селах яких нараховувалось по декілька тисяч кріпаків.
Переважну більшість з населення сіл складали вихідці з різних районів України, в тому числі й колишні запорожці, які при роздачі запорозьких володінь приватним особам отримували від них здебільшого на 10—12 років звільнення від всяких повинностей. Крім українців, уряд всяким чином намагався поселити тут служилих росіян, створюючи в регіоні цілі однодвірські та розкольницькі слободи.
Незначну частину складали іноземні поселяни. Найбільше їх проживало в межиріччі Бахмута та Лугані, тобто в межах організованої урядом в 1754 р. Слов'яносербії, заселеної, крім українців, вихідцями з Балкан. Численну групу складали переселені до Азовської губернії наприкінці 1778 р. кримські християни (греки, вірмени, грузини та молдовани).
Наприкінці XVIII ст. населення регіону представляли понад 30 етносів, серед яких у 1779 р. українці становили понад 61,3 % від загальної чисельності населення. За ними йшли росіяни (20,5 %), греки (7,3), вірмени (6,1), молдовани (2,5), а на решту припадало трохи більше 2 % від загальної кількості населення краю.